# Louis Bachelier

Louis Bachelier um 1890

Louis Bachelier (* 11. März 1870 in Le Havre; † 26. April 1946 in St-Servan-sur-Mer) war ein französischer Mathematiker. Bachelier gilt heute als Begründer der Finanzmathematik und war als Zeitgenosse von Paul Lévy, Andrei Kolmogorow und Émile Borel einer der Wegbereiter in der Theorie stochastischer Prozesse.

## Ausbildung
Bachelier absolvierte zunächst das Gymnasium in Caen. Nachdem seine Eltern früh gestorben waren, trat er in das Familienunternehmen ein, wo er erste Bekanntschaft mit den Kapitalmärkten machte. Im Alter von 22 Jahren nahm er dann das Mathematikstudium an der Pariser Sorbonne auf. Unter seinem Doktorvater Henri Poincaré reichte er 1900 seine Dissertation Théorie de la spéculation ein, in der er einen probabilistischen Zugang zu Aktienkursbewegungen suchte.

## Werk
Wie sich später herausstellte, war Bachelier (wie auch einer seiner Zeitgenossen, Vinzenz Bronzin aus Triest) seiner Zeit mit seinen Ideen weit voraus: In seiner Arbeit operierte er schon mit Wiener-Prozessen, fünf Jahre bevor Albert Einstein diese (offenbar unabhängig von Bachelier) entdeckte. Auch gab er explizite Preisformeln für Standard- (Put- und Call-) Optionen und Barriere-Optionen an, 73 Jahre bevor dies Black und Scholes gelang.
Dennoch war seinen Ansätzen kein Erfolg beschieden: Bis zum Ausbruch des Ersten Weltkriegs 1914 verdingte Bachelier sich als Stipendiat und „freier Dozent“ an der Sorbonne und nahm nach dem Krieg eine Professur an der kleinen Universität in Besançon an. Der Einstieg in die Pariser mathematische Elite jener Tage blieb ihm aber verwehrt, da man seine Arbeiten dort ob ihrer geringen mathematischen Strenge gering schätzte. Als Entschuldigung für Bachelier mag gelten, dass die Theorie dieser Materie noch überhaupt nicht entwickelt war – dies geschah erst ab ca. 1920, interessanterweise größtenteils durch ebenjene Pariser Kreise. Namentlich Paul Lévy war Bachelier nicht wohlgesinnt und warf ihm (fälschlicherweise) schwerwiegende Fehler vor, wodurch er 1926 einen Ruf Bacheliers an die Universität von Dijon vereitelte. Für diesen Fehler entschuldigte sich Lévy erst 1931.
Erst nach seinem Tod 1946 wurde Bachelier die ihm gebührende Ehre zu Teil, als man allmählich die visionäre Kraft seiner Ideen erkannte. Heute trägt die internationale finanzmathematische Gesellschaft ihm zu Ehren den Namen Bachelier Finance Society.

## Schriften
- Théorie de la Spéculation. In: Annales scientifiques de l’École Normale Supérieure. Sér. 3, Band 17, 1900, S. 21–86.
- Théorie mathématique du jeu. In: Annales scientifiques de l’École Normale Supérieure. Sér. 3, Band 18, 1901, S. 143–209.